# Моле, Энрико
Энрико Моле (итал. Enrico Molè; 7 октября 1889, Катандзаро, Королевство Италия — 11 ноября 1963, Рим, Италия) — итальянский государственный деятель, министр народного образования Италии (1945—1946).

## Биография
Родился в семье адвоката. Рано вошел в мир журналистики, сотрудничая, чуть больше подростка, с двумя неаполитанскими газетами. В 1907 году он переехал в Неаполь, поступив на юридический факультет Неаполитанского университета, при этом продолжил журналистскую деятельность.
Впервые баллотировался в парламент в 1919 году, и был избран в 1921 году, но выборы были отменены. Продолжая свою журналистскую деятельность, он сотрудничал, и в 1924 году стал главным редактором издания «Палермское время». С 1923 года вновь входил в состав Палаты депутатов до её роспуска в 1927 году. Придерживался антифашистских взглядов, был одним из основателей Национального демократического союза. Под угрозой уголовного преследования был исключен из союза журналистов и был вынужден покинуть Рим. Переехав в Калабрию, посвятил себя адвокатской деятельности. Вернулся в Рим в 1942 году с запретом журналисткой и политической деятельности, при этом немедленно возобновил контакты с антифашистским подпольем.
В конце Второй мировой войны выступил одним из основателей итальянской Демократической партии труда. Партия не пользовалась поддержкой избирателей и в 1948 году прекратила своё существования, он входил в правительство страны.
- 1944—1945 годы — заместитель министра внутренних дел
- июне-декабре 1945 года — министр продовольствия
- 1945—1946 годах — министр народного образования. На этом посту заложил основы для первой реформы отрасли.

В 1948 году был избран в состав итальянского Сената, став его вице-президентом. Возглавлял независимую левую демократическую группу.
В июне 1963 года сложил полномочия сенатора и был избран в Высший совет магистратуры (высший орган судебной власти в Италии, обеспечивающий функционирование судебной системы и независимость судей) и был назначен председателем исполнительного совета.